# ウダロイ級駆逐艦
ウダロイ級駆逐艦（英語: Udaloy class destroyer）は、ソビエト連邦海軍・ロシア海軍の大型対潜艦（BPK）の艦級。海軍での正式名称は1155型大型対潜艦、計画名は「フレガート」（露:  «Фрега́т»）であった。
通常の大型対潜艦と同様、対潜・対空防衛任務に比重をおいて設計されているが、のちに汎用性を高めた艦として改設計された 1155.1型（西側ではウダロイII級と呼称）が開発されている。設計番号からは、のちにピリオドが省略され 11551 となっている。

## 概要
ウダロイ級は、1960年代初頭から建造が進められてきた大型対潜艦の系譜に属しており、1970年代に建造された1134A型（クレスタII型）および1134B型（カーラ型）の後継という位置付けになるが、設計面ではむしろ、やはり1970年代に建造されていた、より小型の2等艦である1135型（クリヴァク型）の拡大・発展版というべきものとなっている。当初は 1135型よりわずかに大きい程度のサイズ（4,000トン級）で計画されていたが、各種の新装備を盛り込んだ結果、排水量はほぼ倍増するまでに大型化した。
本級は、強力なソナー装備、長射程の対潜ミサイル、2機の対潜哨戒ヘリコプターと、極めて有力な対潜戦闘能力を具備している。また、新型のキンジャール（SA-N-9）個艦防空ミサイルによって、かなり高度な個艦防空能力を備えている。ただし、専用の対水上火力を持たないことが弱点として指摘されており、のちに、対艦ミサイルのモスキート（SS-N-22）を搭載して汎用艦として改設計されたウダロイII級駆逐艦が開発された。

## 来歴
ソ連海軍は、1960年代半ばより、ソ連沿岸における西側の潜水艦戦力に対抗するため、対潜艦の整備を進めてきた。これによって配備された 1 等大型対潜艦が1134型シリーズ、 2 等大型対潜艦（のち警備艦）が1135型シリーズ、小型対潜艦がグリシャ型コルベットであった。しかし、これらの対潜艦には、二つの弱点が指摘されていた。
1. 潜水艦探知能力の不足。対潜ミサイルの射程に対してソナーの有効距離があまりに短く、対潜ヘリコプターとの連携が必要であったが、ヘリコプターが離艦できる気象条件は限られた。
2. 対水上打撃能力の欠如。対潜攻撃能力を重視するあまり、対水上戦闘能力が低かったため、第二次世界大戦型の西側駆逐艦との砲撃戦にすら敗北する恐れがあった。

1972年、ソ連海軍は、次世代対潜艦のコンセプト開発をほぼ完了した。この次世代対潜艦は、新型のソナー・システム、対潜哨戒ヘリコプター、個艦防空ミサイル・システム、戦術情報処理装置を装備することとなっていた。 1135型の設計主任であった N・P・ソボレフがプロジェクト・マネージャとなり、設計はレニングラードの北方設計造船局で行なわれた。
本級は当初より、 1135型の設計に基づくこととなっており、当初は、4,200トンという満載排水量で計画されていた。しかし、本級の最重要装備であるポリノム統合ソナー・システムは容積・重量ともにかなり大規模なものであり、これのみで排水量を25％増加させるなど、4200トンでは到底収まりきらなかった。試験によってポリノム統合ソナー・システムの有効性が確認されると、これを搭載するためには艦型の大型化もやむなしとの判断が下され、新型の個艦防空ミサイルの搭載などもあり、最終的に、艦の排水量はほぼ倍増することとなった。なお、この際に計画されていた「4200トン級の対潜艦」は、のちにネウストラシムイ級フリゲートとして実現することになる。
本級は、アメリカにおいて5年ほど先行して整備されていたスプルーアンス級駆逐艦（DD-963級）と同様の対潜艦で、また同規模・同世代であることから常に対比され、西側観測筋からはスプルーアンスキーとも通称されている。DD-963級も、当初の5000トン級のシーホーク計画艦としてスタートしたのちに大型化をくりかえし、最終的に8000トン以上にまで至ったという経緯をたどっており、期せずして米ソ双方がほぼ同じ過程を経て対潜艦を開発していたことになる。また当時、新型ソナーや艦の静粛化など各種の対潜戦闘用テクノロジーが発達しつつあったが、米ソ両国駆逐艦の開発プロセスは、これらがいかに大きな容積・重量を占めるものであるかを示しているとも言える。
アメリカはDD-963級の建造に当たっていくつかの困難に直面したが、本級もやはり困難を抱えることになった。しかし、DD-963級が建造マネジメントに失敗したのに対し、本級の問題は、むしろアメリカがカリフォルニア級原子力ミサイル巡洋艦（CGN-36級）で直面したのと同様の、システム統合の問題であった。アメリカのCGN-36級の開発難航は、
1. 艦対空ミサイルの弾体を除き、主要なサブシステムが全て新規開発であった
2. 統合システムの意義、および各サブシステムの連接に関する理解が不足していた

という原因によっていたが、これは本級にもそのまま当てはまるものであった。特に、キンジャール個艦防空ミサイル・システムの開発は難航し、1980年・82年の1番艦・2番艦の就役にはついに間に合わず、3番艦も射撃指揮装置を未搭載の状態で就役することを余儀なくされた。しかし、同システムを搭載した4番艦以降は、良好な評価を受けている。
このようにして就役を開始したものの、これらの 1155型は、対水上戦能力の不足という問題を抱えていた。コンセプト開発の段階では、従来の対潜艦が対水上戦能力をほとんど持たないことが問題視されていたものの、ポリノム統合ソナー・システムやキンジャール個艦防空ミサイル・システムなど、嵩をとる新装備を搭載するため、 1155型においても、それらの装備は割愛し、「ラストルーブ」(SS-N-14改)対潜ミサイルに副次的に対水上攻撃機能を付与することで妥協せざるを得なかった。
しかしその後、魚雷発射管からの運用を可能としつつ、従来のRPK-3/4/5 (SS-N-14)と同等の性能を確保したRPK-6 ヴォドパート (SS-N-16)が実用化されたことで、対潜システムを合理化し、余裕を作ることが可能となった。これに基づき、魚雷発射管をRPK-6運用能力を有する固定型に変更するとともに、モスキート（SS-N-22）対艦ミサイルを搭載して対水上戦能力を大幅に向上させた汎用艦が計画された。これが、 1155.1型大型対潜艦（ウダロイII級駆逐艦）である。設計主任として、 956型（ソヴレメンヌイ級駆逐艦）を設計したワレンチン・ミシンを迎え、設計作業は1982年より開始され、1番艦は1989年に起工された。
1155.1型大型対潜艦（ウダロイII級駆逐艦）は、 1155.1型に続いて大量配備が計画された。しかし、ソビエト連邦の崩壊後の軍備縮小傾向のなか、ロシア海軍は艦隊防空能力を有するソヴレメンヌイ級駆逐艦の整備を優先したため、ウダロイII級駆逐艦は起工された3隻のうち1隻が就役するにとどまった。

## 設計

### 船体
本級は、 1135型と同様の長船首楼船型を採用している。 1135-M型警備艦（クリヴァクII級フリゲート）で艦後部に装備されていた100mm単装砲2基は艦前部に移設された。一方、同級で艦首にあった対潜ミサイル発射筒は倍増されて艦橋両側に移動したが、これは、先行する大型対潜艦と同様の装備要領であった。船体の大型化に伴い、船楼の後端には、ヘリコプター格納庫と飛行甲板が設置された。また本級は、途中でヘリコプターの搭載数を2機に増やすように設計変更された。これに伴い、本級の船体設計には、モスクワ級ヘリコプター巡洋艦で採用されていた「二重楔」型船体（鋭く尖った艦首に、広く平らな艦尾部）が採用された。また、ステルス性の向上を狙って、上部構造物は外壁を傾斜させ、電波吸収性塗料（RAM）も使用された。
本級の設計上の問題のひとつが、ダメージ・コントロール面の配慮が薄いことである。北極海の過酷な海象状況に対応するため、上部構造物を軽量化することを狙って広範にアルミ合金が使用されているが、これは、耐航性の向上と引き換えに、抗堪性の低下をもたらした。それを顕著にあらわしたのが、4番艦（アドミラル・ザハロフ）の火災事故である。出火原因そのものは、仕様を超えてガスタービン・エンジンを酷使したことであったが、ボイラー・機械室の隔壁は、火を遮断する代わりに、それ自体が燃え出してしまった。乗員による極めて迅速かつ断固とした応急対処によって、弾薬庫への引火・轟沈という最悪の事態は免れたものの、火災は22時間におよび、同艦は最終的に、その損傷を修復せずに退役している。なお、アメリカ海軍は、同様にアルミ合金を多用した巡洋艦ベルナップ (CG-26) が、衝突事故に伴う火災によって上部構造物を全焼させて以来、上部構造物にアルミ合金を使用せず鋼製としている。

### 機関
本級は、機関構成としてCOGAG方式を採用しており、巡航用に16,000馬力のM70ガスタービンを2基、ブースト時にはさらに45,000馬力のM8KFガスタービン2基を使用する。また、 1155.1型（ウダロイII級）では、巡航用ガスタービンが18,000馬力のM63に変更されている。機関室は前後部にシフト配置され、これにあわせて煙突も前後部に2本ずつ並列配置されている。

## 装備

### C4Iシステム
本級は、レソルブ-5 (Lesorub-5) 戦術情報処理装置を中核として、全てのセンサーおよび兵装を連接し、統合戦闘システムを構築することを狙っていた。しかし、上述のとおり、システム統合の困難さへの理解不足から、その作業は極めて難航した。ただし、本級における経験からか、続くネウストラシムイ級フリゲートにおけるシステム開発については、この種の困難は伝えられていない。

### 対潜戦闘システム

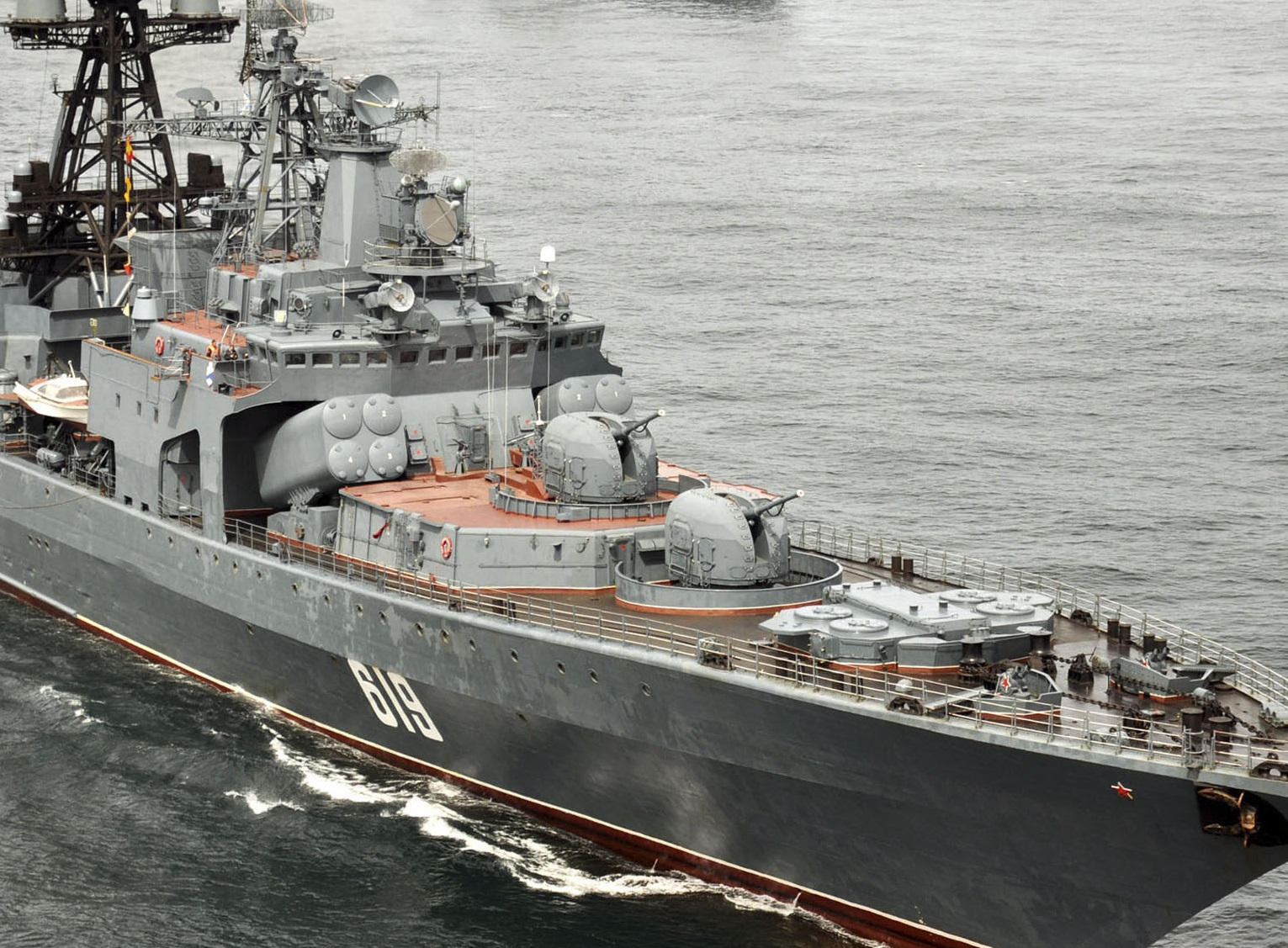
ウダロイI級の前甲板。右から短SAM用VLS、100mm砲2門、SUM発射筒。

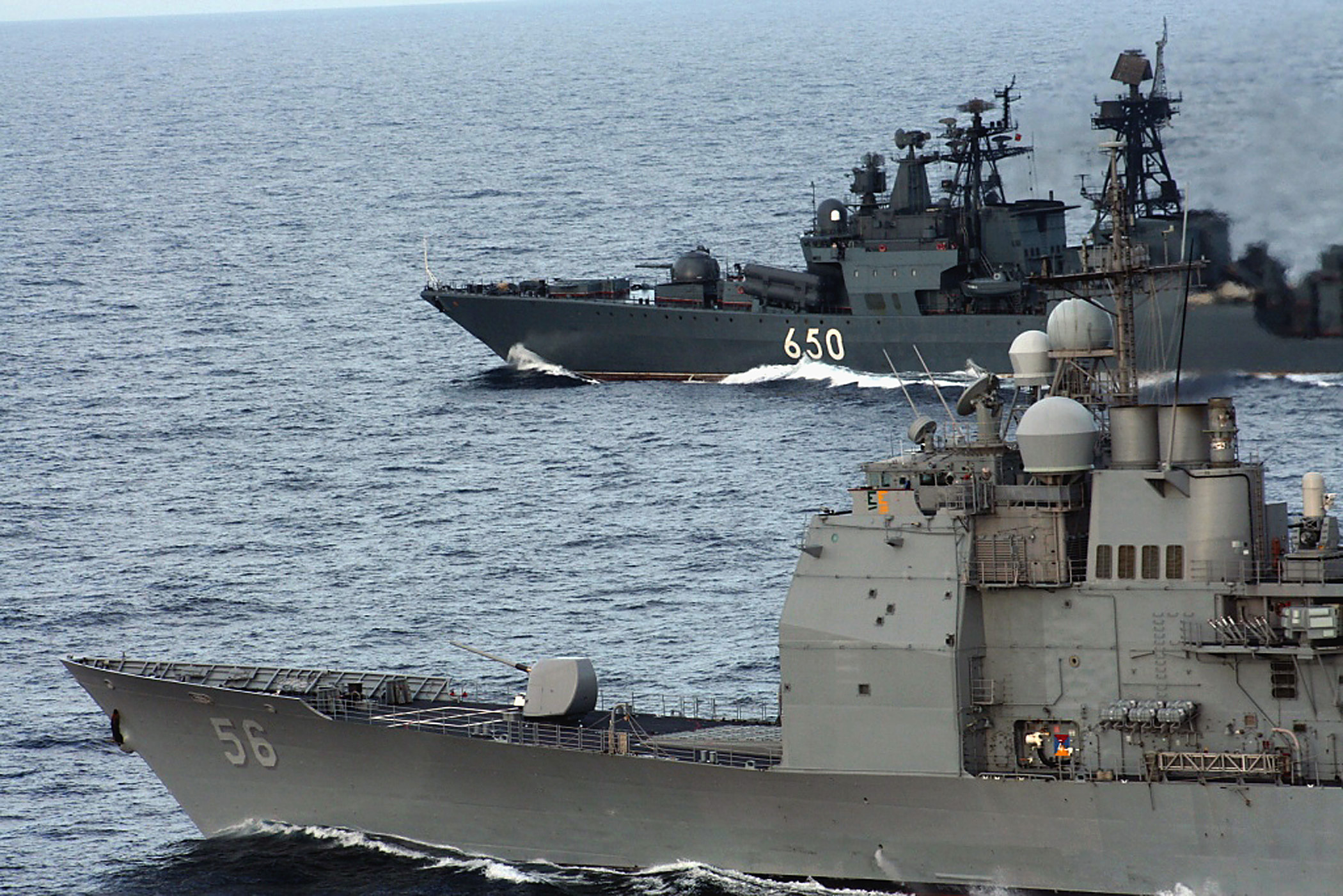
アメリカ軍のタイコンデロガ級巡洋艦と並走する改良型のウダロイII級（奥）。前甲板に130mm連装砲1門が配置され、100mm単装砲2門が配置されたI級とはシルエットが異なる。

本級の最重要装備が、その対潜戦闘システムである。
MGK-355　ポリノム (Polinom) 統合ソナー・システムのうち、艦首装備ソナーMGK-335 プラチナ（ホース・ジョー）は、50kmと第1CZにも及ぶ探知距離を誇り、水温躍層をも通過できる強力な低周波ソナーであり、アメリカのAN/SQS-53にほぼ匹敵する。また、より長距離の探知には、可変深度ソナー（ホース・テール）を使用する。これによって、本級は、ヘリコプターの支援なしでも、対潜ミサイルの射程外縁において対潜戦闘を展開することが可能になった。また、改良型の11551型大型対潜艦においては、艦首ソナーはズヴェズダに変更されている。
本級を含め、ソ連やロシア海軍の対潜艦の最大の特長は、その重厚な対潜火力にある。本級は、短距離の対潜火力として533mm対潜魚雷、中距離の対潜火力としてRBU-6000対潜ロケット、長距離の対潜火力としてRPK-5ラストルーブ (SS-N-14)対潜ミサイルを有し、さらにRPK-5の射程外での対潜戦闘用にKa-25（のちにKa-27）対潜哨戒ヘリコプター2機を搭載している。すなわち、4重にもおよぶ対潜火網を構築していることになり、西側海軍の同級艦に類を見ない強力な対潜戦闘能力を備えているということができる。西側諸国においては、中距離以遠での対潜戦闘には艦載ヘリコプターを使用することが一般的であるが、ロシア海軍が主たる作戦海域とする北極海においては、ヘリコプターの運用が困難な気象・海象状況が稀でないため、このように自艦装備の対潜火力を充実させたと言われている。
本級が自艦に装備する最大の対潜火力であるRPK-5ラストルーブ (SS-N-14)対潜ミサイルの4連装発射機は、 1134-A および 1134-B型と同様、艦橋構造物の下部両舷に装備されている。ただし、対水上戦能力の不足への対策から、本級の搭載する対潜ミサイルは、先行する対潜艦で搭載されるRPK-3 メチェーリに対水上攻撃能力を付与した改良型であるRPK-5 ラストルーブとなっている。
また、中距離用のRBU-6000対潜ロケット12連装発射機2機、そして短距離用の533mm4連装魚雷発射管2基は、ソ連海軍で一般的な対潜兵装であった。RBU対潜ロケットは、西側では既にほぼ見られなくなったボフォース375mm対潜ロケットと同様のコンセプトに基づく装備であるが、はるかに長射程であり、また、弾頭として無誘導の爆雷を使用することから、特に浅海域での戦闘に有用であり、対魚雷防御にも使用可能とされている。
また、のちに533mm魚雷発射管から運用できるRPK-6 ヴォドパート (SS-N-16)の実用化に伴い、1155.1型では、RPK-5にかえてこれを装備した。このため、533mm対潜魚雷の旋回式4連装発射管は、RPK-6 (SS-N-16) SUM発射機を兼ねた固定式の533mm4連装魚雷発射管に変更され、またRPK-5発射機は撤去されている。

### 対水上戦闘システム
1155型の最大の弱点が、専任の対水上火力を持たないことにあった。この欠点を補うため、RPK-5対潜ミサイルには対水上攻撃能力が付与され、さらに100mm砲の搭載によって、先行する大型対潜艦と比べて砲撃戦力も強化されてはいるが、西側の同級艦と比べて、この面で劣っていることは否めなかった。例えば、本級と常に対比されるアメリカのスプルーアンス級駆逐艦の場合、Mk 45 5インチ砲を2門と、ハープーン対艦ミサイルを8発搭載しており、ミサイル兵装、砲熕兵装ともに本級に対して大きく優越している。
このことから、 1155.1型の設計において、RPK-6 ヴォドパート (SS-N-16)対潜ミサイルの実用化によって、非常にかさばっていたRPK-5対潜ミサイルの発射筒が不要になったとき、そこにモスキート（SS-N-22）対艦ミサイルの発射筒を搭載するという決定は極めて自然な発想であった。これは、艦隊防空艦であるソヴレメンヌイ級駆逐艦にも搭載された対艦ミサイルで、SS-N-19など大型のミサイルに比して射程が短いため、どちらかと言えば艦隊の自衛用として運用するよう構想されているが、超音速で飛翔するなど、極めて強力なものである。これを搭載することによって、 1155.1型は、汎用艦と呼ぶに足る能力を備えた。

### 対空戦闘システム
本級は、ソ連海軍の水上戦闘艦の伝統に則り、相応に強力な対空戦闘能力を備えており、センサー・火力ともに、これまでのソ連対潜艦よりも新しい世代のものを搭載している。
センサーとしては、MR-750フレガートMA（トップ・プレート）3次元レーダーを有することになっている。フレガートMAはSバンドで動作し、最大探知距離は対空で300km、対水上で30km、シースキマーの探知も可能である。ただし、1・2番艦はフレガートMAの実用化が間に合わず、トパーズ（ストラットペア）のみを装備している。
本級は、原型艦および前任者が使用していた4K33 オサーM（SA-N-4ゲッコー）個艦防空ミサイル・システムにかえて、新型の3K95 キンジャール (SA-N-9ガントレット) 個艦防空ミサイル・システムを搭載する。これは、オサーM（SA-N-4）と同程度の規模・射程（12km程度）であるが、垂直発射化され、また新型のMR-360ポドカット（クロス・ソード）射撃指揮装置の採用もあり、即応性や同時交戦能力は飛躍的に向上している。本級では、射撃指揮装置は2基、発射機としては、8連装の回転式垂直発射機を8基、フル装填で計64発を搭載する。
しかし上述のとおり、キンジャール個艦防空ミサイル・システムはまったくの新規開発であったことから、実用化、さらにシステム統合に際して非常な困難が発生した。1・2番艦の就役にはまったく間に合わず、3番艦は垂直発射機のみを搭載し、射撃指揮装置は抜きで就役したが、当然これでは運用は不可能である。4番艦より、ようやく発射機と射撃指揮装置の両方を搭載して就役するようになった。
また、 1155型では、CIWSとしてAK-630 4基を装備するが、これはソ連海軍でもっとも一般的な機種である。しかし、改良型の 1155.1型ではコールチク (CADS-N-1) を2基備えている。これは、ガトリング式の30mm機関砲と9M311K (SA-N-11グリスン)近距離対空ミサイルを組み合わせたもので、世界初にして2009年現在唯一の砲・ミサイル複合型CIWSである。これにより、同級はキンジャール (SA-N-9) 個艦防空ミサイル、100mm単装砲、9M311K (SA-N-11) 近接防空ミサイル、30mm機関砲と4重にも及ぶ防空火網を構築できることとなり、その防空能力は飛躍的に向上した。

### 砲熕兵器システム
1155型では、先行する大型対潜艦が主として76mm砲を使用していたのに対し、原型艦である 1135-M型警備艦と同様に100mm単装砲を装備している。これは、この世代のソ連海軍水上戦闘艦艇において一般的な砲であるが、対水上戦能力を補うために砲撃戦力を向上させることも狙っていると言われている。
その後、改良型の 1155.1型では、新型の130mm連装砲が採用された。これは、艦隊防空艦であるソヴレメンヌイ級駆逐艦にも搭載されたもので、これによって砲撃戦力はいっそう向上した。

### 艦載機

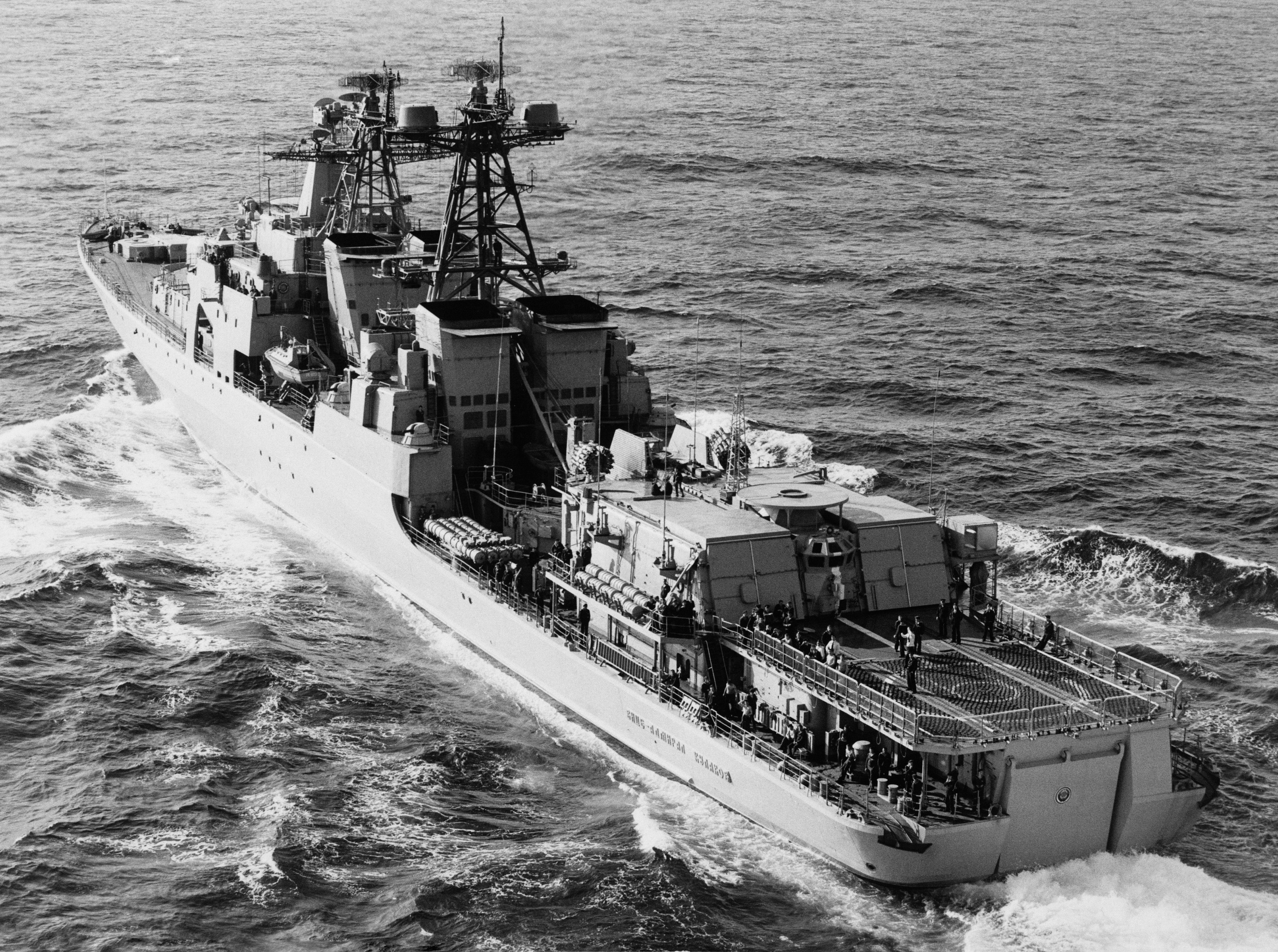
艦尾より見た写真。

本級は当初、先行する大型対潜艦と同様、Ka-25対潜哨戒ヘリコプターを1機搭載するものとして設計されていた。しかし、これは西側のハンター・キラー・チームに似て、2機のペアで運用される必要があり、従って、1機では航空機のみで独立しての作戦行動は不可能であった。このことから、途中で搭載機は2機に増やされた。なお、アメリカのスプルーアンス級駆逐艦もLAMPSヘリコプター2機を搭載しているが、これは設計時に搭載が考慮されていたSH-2ヘリコプターの連続行動時間が限られていたことから、2機を搭載することによって、絶え間なくヘリコプターを作戦可能に保っておくためのものであり、本級とは異なる意図に基づいている。
なお、のちに1機で独立した作戦行動が可能なKa-27PLが配備されており、これにより、本級の対潜作戦の柔軟性はいっそう増した。必要に応じて、対艦ミサイルや対潜ミサイルの誘導・側的を行なうKa-27RTヘリコプターも搭載される。1、2番艦は搭載機2機に対し着艦標識は1箇所しか設けられていなかったが、3番艦以降ヘリコプター甲板が若干拡大され、着艦標識も2箇所設けられた。

## 諸元表
|                   | 1155型（ウダロイ-I級）                                        | 11551型（ウダロイ-II級）                                            |
| ----------------- | ------------------------------------------------------------- | ------------------------------------------------------------------- |
| 排水量            | 満載: 8,500 t                                                 | 満載: 8,900 t                                                       |
| 全長              | 163.5m                                                        | 163.5m                                                              |
| 全幅              | 19.3m                                                         | 19.3m                                                               |
| 喫水              | 7.5m                                                          | 7.5m                                                                |
| 機関              | COGAG方式, 2軸推進                                            | COGAG方式, 2軸推進                                                  |
| 機関              | M70ガスタービン (16,000 hp) × 2基                             | M63ガスタービン (18,000 hp)× 2基                                    |
| 機関              | M8KFガスタービン (45,000 hp)× 2基                             |                                                                     |
| 速力              | 最大: 29.5 kt                                                 | 最大: 28 kt                                                         |
| 航続距離          | 5,700 nmi/14 kt                                               | 4,000 nmi/18 kt                                                     |
| 乗員              | 249名                                                         | 296名                                                               |
| 兵装              | AK-100 100mm単装砲×2基                                        | AK-130 130mm連装砲×1基                                              |
| 兵装              | AK-630 30mmCIWS×4基                                           | コールチク (CADS-N-1) CIWS×2基                                      |
| 兵装              | 3K95 キンジャール (SA-N-9)短SAM 8連装VLS×8基                  |                                                                     |
| 兵装              | RPK-5 (SS-N-14)SUM 4連装発射筒×2基                            | モスキート(SS-N-22) SSM 4連装発射筒×2基                             |
| 兵装              | RBU-6000対潜ロケット12連装発射機×2基                          | RBU-12000対潜ロケット10連装発射機×2基                               |
| 兵装              | 533mm 4連装魚雷発射管×2基                                     | 533mm 4連装魚雷発射管×2基 （固定式; RPK-6 (SS-N-16) SUM発射機兼用） |
| 艦載機            | Ka-27対潜ヘリコプター×2 機                                    | Ka-27対潜ヘリコプター×2 機                                          |
| C4I               | レソルブ-5 戦術情報処理装置                                   | レソルブ-5 戦術情報処理装置                                         |
| C4I               | MR-360ポドカット（クロス・ソード）ミサイルFCS（短SAM用）×1 基 |                                                                     |
| C4I               | MR-184レーフ（カイト・スクリーチ）砲FCS（主砲用)×1 基         |                                                                     |
| C4I               | MR-123ヴィーンペル（バス・ティルト）砲FCS（30mmCIWS用)×2 基   | ガルプン-BALミサイルFCS（SSM用）×1 基                               |
| レーダー          | MR-750 フレガートMA 3次元レーダー                             | MR-750 フレガートMA 3次元レーダー                                   |
| レーダー          | MR-320Mトパーズ-V 低空警戒/対水上/射撃指揮レーダー            |                                                                     |
| ソナー            | MGK-335 プラチナ艦首装備式                                    | ブロンザ（オックス・ヨーク）艦首装備式                              |
| ソナー            | 可変深度式                                                    | オックス・テール 可変深度式                                         |
| 電子戦・ 対抗手段 | スタート-2 ESM装置                                            | スタート-2 ESM装置                                                  |
| 電子戦・ 対抗手段 | ベル-クラウン ESM装置                                         |                                                                     |
| 電子戦・ 対抗手段 | ベル-スクワット ESM装置                                       |                                                                     |
| 電子戦・ 対抗手段 | PK-2囮展開装置×2基                                            |                                                                     |
| 電子戦・ 対抗手段 | PK-10囮展開装置×10基                                          |                                                                     |

## 運用
1155型は、1980年〜1991年に掛けて12隻が就役した。本級の建造を主導したのは、1135型の建造においても主導的な役割を果たしたカリーニングラード市の沿バルト海造船工場「ヤンターリ」であり、同工場では8隻が建造された。この他、レニングラード市のA・A・ジュダーノフ記念工場でも4隻が建造された。
12番艦の就役直後、1991年12月末のソ連解体に伴ってソ連海軍も消滅し、かわってにロシア海軍が成立した。ロシア海軍は、1993年春に「海軍兵力整備10カ年計画」を発表したが、この計画において、ウダロイ級は就役済みの12隻が全て維持される事とされた。しかし、ソ連崩壊後の財政危機のあおりを受けて、本級の運命は決して平坦なものではなく、2017年現在で4隻が既に除籍されている。2番艦のヴィツェ・アドミラル・クラコフは2002年以降セーヴェルナヤ・ヴェルフィにおいて中断期間を含む長期のオーバーホールを行っていたが現在は艦隊に復帰している。
その一方、改正型の 1155.1型の1番艦アドミラル・チャバネンコは、1992年に進水したものの、財政難から国家受領委員会の認定試験に合格するための資材をそろえることができず、1999年にようやくロシア海軍に就役した。 11551型は、 1155型の後継として大量建造が計画されたが、ソ連邦解体後のロシア海軍は、艦隊防空艦であるソヴレメンヌイ級駆逐艦の建造を優先した為、 11551型は3隻のみの起工に終わり、竣工したのは1隻だけであった。
このように、建造数は削減され、さらに除籍艦も相次いではいるが、就役中の艦は大部分が稼動状態にあり、同時期に建造されたソヴレメンヌイ級ミサイル駆逐艦よりも稼働状況は良好である。これは、主機がガスタービン・エンジンであるなど運用コストがソヴレメンヌイ級よりも低く、現在のロシア海軍にとっては、使い勝手の良い艦であるためと考えられている。

### 近代化
2013年3月に近代化計画が発表されその時点ではA-192単装砲、クラブ巡航ミサイル、3K96 リドゥートなどの兵装が装備され費用は20億ルーブルとされた。2015年には、ウダロイ級の兵装や電子艤装を交換する大規模な近代化改装計画が発表された。改装は就役中の8隻全てに実施され、艦砲はAK-100 100mm単装砲2基からA-192 130mm単装砲1基に換装し、既存のミサイル類もP-800およびクラブ巡航ミサイルが運用できる3S14多目的VLSとM-トール対空ミサイルへ換装する。最初の改装を2年以内に完了してから順次行う予定で、改装によりウダロイ級の就役期間は10-15年延長される予定である。また、改装後は大型対潜艦からフリゲートに再分類される。
2016年3月30日には、太平洋艦隊の「マーシャル・シャポシニコフ」がウラジオストックのダーリザヴォート艦船修理センターに入渠した。改修内容はこれまでの計画と異なり、Kh-35U対艦ミサイルの搭載や近接防御システム、通信機器、電子戦装備の換装などにとどまっており、発注金額は約20億2,000万ルーブルとなっている。2019年にはクラブ巡航ミサイルとKh-35U対艦ミサイルを搭載して年内に復帰し、さらに4隻に同じ改修を行う予定である。「マーシャル・シャポシニコフ」は2020年7月10日に海上航試を始め、2021年4月27日に太平洋艦隊に復帰した。

## 同型艦

### 1155型大型対潜艦（ウダロイ級駆逐艦）
| # | 艦名                                                 | 起工 | 就役            | 除籍           | 配属       | 造船所       | 備考                                   |
| - | ---------------------------------------------------- | ---- | --------------- | -------------- | ---------- | ------------ | -------------------------------------- |
|   | ウダロイ (Удалой)                                    |      | 1980年 12月31日 | 2001年         | 北方艦隊   | ヤンタリ     |                                        |
|   | ヴィツェ-アドミラル・クラコフ (Вице-адмирал Кулаков) |      | 1982年 1月10日  |                | 北方艦隊   | ジュダーノフ |                                        |
|   | マルシャル・ワシレフスキー (Маршал Василевский)      |      | 1983年 12月8日  | 2007年 2月10日 | 北方艦隊   | ジュダーノフ | 1990年代より予備役係留保管状態         |
|   | アドミラル・ザハロフ (Адмирал Захаров)               |      | 1983年 12月30日 | 1994年 6月     | 太平洋艦隊 | ヤンタリ     | 1991年2月7日火災爆発事故 1994年9月解体 |
|   | アドミラル・スピリドノフ (Адмирал Спиридонов)        |      | 1985年 3月4日   | 1998年 8月     | 太平洋艦隊 | ヤンタリ     | 2002年以降解体                         |
|   | アドミラル・トリブツ (Адмирал Трибуц)                |      | 1985年 12月30日 |                | 太平洋艦隊 | ジュダーノフ |                                        |
|   | マルシャル・シャポシニコフ (Маршал Шапошников)       |      | 1985年 12月30日 |                | 太平洋艦隊 | ヤンタリ     |                                        |
|   | セヴェロモルスク (Североморск)                       |      | 1987年 12月30日 |                | 北方艦隊   | ヤンタリ     |                                        |
|   | アドミラル・レフチェンコ (Адмирал Левченко)          |      | 1988年 9月30日  |                | 北方艦隊   | ジュダーノフ |                                        |
|   | アドミラル・ヴィノグラドフ (Адмирал Виноградов)      |      | 1988年 12月30日 |                | 太平洋艦隊 | ヤンタリ     |                                        |
|   | アドミラル・ハルラモフ (Адмирал Харламов)            |      | 1989年 12月30日 |                | 北方艦隊   | ヤンタリ     | 2006年9月予備役                        |
|   | アドミラル・パンテレーエフ (Адмирал Пантелеев)       |      | 1991年 12月19日 |                | 太平洋艦隊 | ヤンタリ     |                                        |

### 1155.1型大型対潜艦（ウダロイII級駆逐艦）
| # | 艦名                                         | 起工   | 就役           | 除籍 | 配属     | 造船所   | 備考                 |
| - | -------------------------------------------- | ------ | -------------- | ---- | -------- | -------- | -------------------- |
|   | アドミラル・チャバネンコ (Адмирал Чабаненко) |        | 1999年 1月28日 |      | 北方艦隊 | ヤンタリ |                      |
|   | アドミラル・バシスティ (Адмирал Басистый)    | 1990年 |                |      |          | ヤンタリ | 1994年建造中止、解体 |
|   | アドミラル・クチェロフ (Адмирал Кчеров)      | 1990年 |                |      |          | ヤンタリ | 1993年建造中止、解体 |

## 登場作品
『沈黙の艦隊』
第46話に「アドミラル・スピリドノフ」が登場。架空の原子力潜水艦「やまと」を撃沈するため、他の太平洋艦隊所属艦とともに出撃し、沖縄沖にて戦闘を繰り広げるが、「やまと」が発射した魚雷を回避中に衝突したキンダ型巡洋艦「グローズヌイ」とオグネヴォイ級駆逐艦「オスモトリテルヌイ」が沈没することを受け、両艦乗組員の救助活動にあたる。

『空母いぶき』
実写映画に架空の新興国家、東亜連邦の北方艦隊の駆逐艦「ルサ」として登場。本来なら装備しているP-270対艦ミサイルだが、作中ではYJ-95対艦ミサイル(名称的に中国製対艦ミサイルと思われる)を装備していると発言するシーンがあり、原型よりアップグレードされていると思われる。作中では終盤に登場し、初島へ向かう「いぶき」率いる第5護衛隊群を迎え撃つべく僚艦「スレアグ」と共に現れるが、架空のこんごう型護衛艦「いそかぜ」の砲撃で対艦ミサイル発射筒、対空ミサイル発射筒、魚雷発射管など主要な艦載兵器を破壊され、撃沈こそしなかったものの大破炎上し、戦闘能力を喪失した。

『エースコンバット7 スカイズ・アンノウン』
エルジア王国海軍の駆逐艦としてウダロイⅡ級が登場。劇中では「カリュプソ」「エウノミア」「アパイア」などの固有艦名を持つ艦も登場する。
『ヱヴァンゲリヲン新劇場版:Q』
ヴィレ艦隊に数隻が登場している。ネーメズィスシリーズ襲来の際にこんごう型と共に波に呷られている。
『新世紀エヴァンゲリオン劇場版 Air/まごころを、君に』
NERV所属艦が登場。ジオフロント内の地底湖に停泊しており、EVA弐号機が戦略自衛隊のロケット弾攻撃から自機を守るために盾として使用する。
『Modern Warships』
プレイヤーが操作できるティア2艦艇として、ウダロイ級駆逐艦から「アドミラル・パンテレーエフ」ティア3艦艇としては
ウダロイII級駆逐艦から「アドミラル・バシスティ」が登場。